# Weyer (Autriche)
Pour les articles homonymes, voir Weyer (homonymie).
Weyer est une commune autrichienne du district de Steyr-Land en Haute-Autriche.